# Jan te Winkel

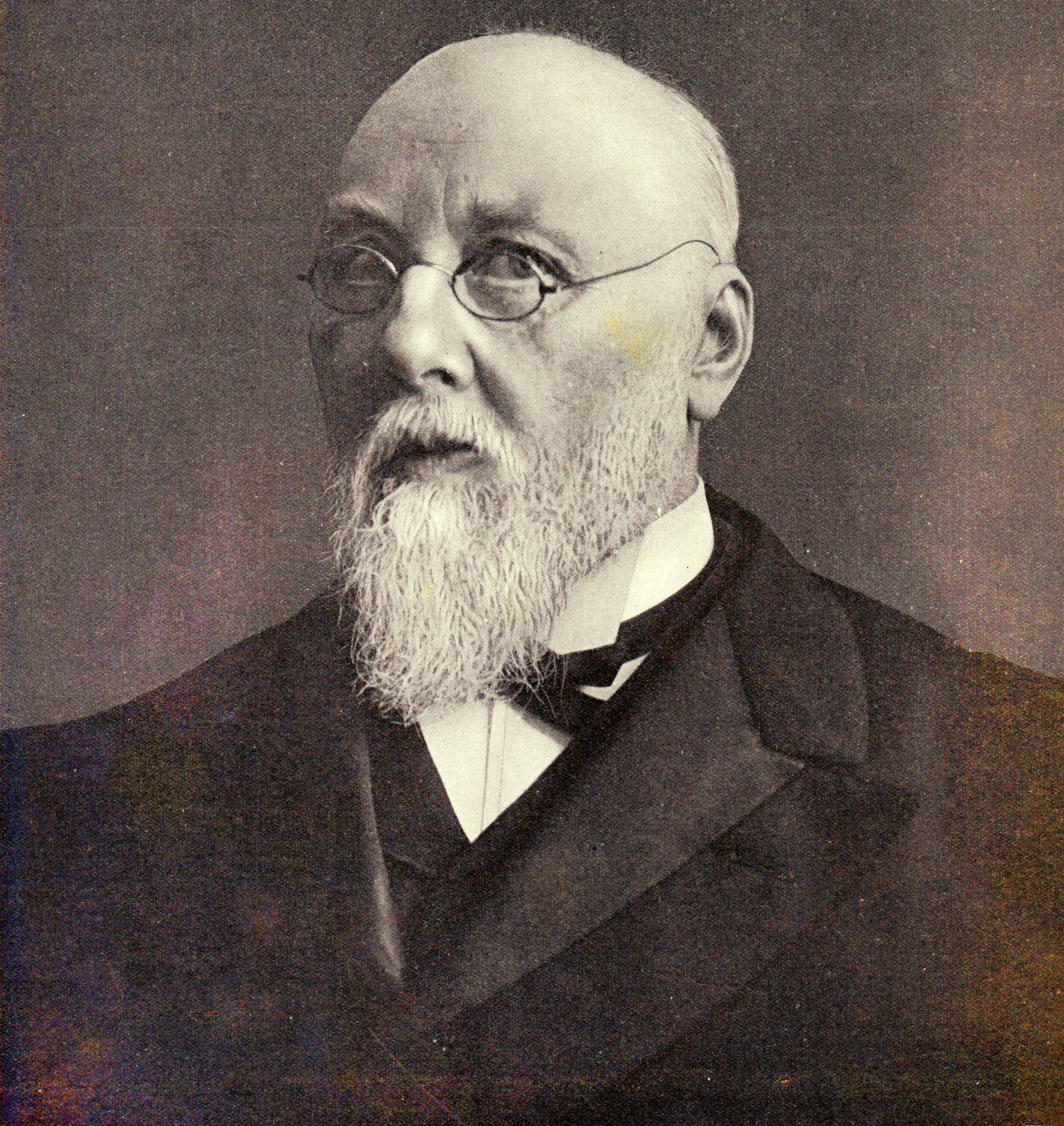
Jan te Winkel.

Jan te Winkel, född den 16 november 1847 i Bennebroek i Nord-Holland, död den 31 maj 1927 i Amsterdam, var en holländsk språkforskare och litteraturhistoriker. 
te Winkel blev gymnasielärare i Groningen 1877 och var professor i nederländska språket och litteraturen samt germansk språkvetenskap i vid Universiteit van Amsterdam 1891-1917.